# Doxocopa lauretta
Doxocopa lauretta är en fjärilsart som beskrevs av Otto Staudinger 1886. Doxocopa lauretta ingår i släktet Doxocopa och familjen praktfjärilar. Inga underarter finns listade i Catalogue of Life.